# Gwiazdozbiór Tukana
Tukan (łac. Tucana, dop. Tucanae, skrót Tuc) – jeden z gwiazdozbiorów nieba południowego. Liczba gwiazd dostrzegalnych nieuzbrojonym okiem wynosi około 25. W Polsce niewidoczny. Jest to 48. co do wielkości konstelacja nieba.
Po raz pierwszy konstelacja ta została opisana w dziele Uranometria przez niemieckiego astronoma Johanna Bayera w 1603 roku, na podstawie opisu i szkiców holenderskich żeglarzy. Konstelacja, podobnie jak większość nowożytnych gwiazdozbiorów, powstała dzięki obserwacjom poczynionym podczas wypraw dalekomorskich. Przez kilka lat, na przełomie XVI i XVII wieku, Fryderyk de Houtman chciał ten obszar nieba nazwać Dzioborożcem Indyjskim.

## Pochodzenie nazwy
Grupa gwiazd, którą obecnie nazywamy Tukanem, leży zdecydowanie za daleko na południe, by mogli ją obserwować starożytni astronomowie. Johannes Kepler być może jako pierwszy zwrócił na nią uwagę i nazwał Anser Americanus (Gęś Amerykańska). XVI-wieczni holenderscy odkrywcy Pieter Dirkszoon Keyser i de Houtman także obserwowali te gwiazdy, ale dali mu nazwę innego długodziobego ptaka – dzioborożca. Kiedy Petrus Plancius sporządził swój globus nieba w 1598 roku, gwiazdozbiór Tukana po raz pierwszy został przedstawiony jako kolorowy wielkodzioby tukan, mieszkaniec tropikalnych lasów Środkowej i Południowej Ameryki. Wyobraża południowoamerykańskiego ptaka o charakterystycznym potężnym dziobie.
Należy do grupy pięciu sąsiadujących ze sobą gwiazdozbiorów nieba południowego wyobrażających ptaki.
Z konstelacją nie są związane żadne legendy ani mity.

## Gwiazdy Tukana
Gwiazdy Tukana nie bardzo przypominają jakiegokolwiek ptaka W konstelacji znajduje się zaledwie dziewięć gwiazd jaśniejszych niż 5m. Gwiazdy α, δ, ε, ζ, β i γ tworzą kształt rozpoznawany przez miłośników astronomii jako latawiec. Natomiast Alfa, Gamma i Beta tworzą długi trójkąt równoramienny.
- Alfa Tucanae (α Tuc) to najjaśniejsza gwiazda konstelacji leżąca w odległości 199 lat świetlnych[1]. Jest pomarańczowym olbrzymem typu K w spektroskopowym układzie podwójnym o okresie aż 11,5 roku[2].
- Druga co do jasności Gamma Tucanae(inne języki) (γ Tuc), typ widmowy F1 III, o jasności 3,99m, leży w odległości 72 lat świetlnych. Jest świecącą biało-żółtym światłem gwiazdą ciągu głównego. Jej masę szacuje się na 1,55 masy Słońca[3][2].
- Następna co do jasności jest Zeta Tucanae (ζ Tuc; 4,23m), gwiazda ciągu głównego typu F, znajdująca się w odległości 28 lat świetlnych. Astronomowie podejrzewają, że posiada dysk pyłowy[2].
- Na wschodnim krańcu konstelacji znajduje się Beta Tucanae(inne języki), która wygląda jak gwiazda podwójna, gdy obserwuje się ją nieuzbrojonym okiem, a bystry obserwator zobaczy nawet gwiazdę potrójną. Duży teleskop pokaże skomplikowany system sześciu gwiazd w trzech parach; wszystkie odległe od nas o około 150 lat świetlnych; najjaśniejsza para β1Tuc (4,36m) i β2Tuc (4,53m) o separacji 27 sekund. Obie gwiazdy posiadają przynajmniej po jednym słabszym towarzyszu. Ponadto w odległości dziewięciu minut kątowych znajduje się para gwiazd β³ Tuc. W sumie więc Beta Tucanae to układ sześciu gwiazd[1][2].
- Inne układy podwójne to δ Tuc, κ Tuc i λ1 Tuc.
- Theta Tucanae (θ Tuc) – gwiazda typu Delta Scuti o jasności 6,06-6,15m i okresie 71 minut.
- Ni Tucanae (ν Tuc) jest zmienną nieregularną o jasności w przedziale 4,75-4,93m.

## Interesujące obiekty
Z wielu egzotycznych ptaków południowego nieba chyba Tukan jest ulubieńcem obserwatorów amatorów. W obrębie konstelacji ze względu na jej znaczną południową deklinację, nie ma obiektów z katalogu Messiera.
- W południowej części gwiazdozbioru usytuowana jest galaktyka karłowata, Mały Obłok Magellana, jedna z dwóch największych galaktyk satelitarnych naszej Drogi Mlecznej. Widoczna gołym okiem, odległa o około 195 tys. lat świetlnych, nieco dalsza od Wielkiego Obłoku Magellana. Przy dobrych warunkach obserwacji wygląda jak mały, oddzielony kawałek Drogi Mlecznej, trochę zwężający się i ciemniejszy na krańcach północnych. Lornetki i teleskopy pokazują mnóstwo maleńkich gwiazd, węzłów mgławic gazowych, wiele z nich ma własne symbole w rozmaitych katalogach.
- To co najlepsze, znajduje się tuż na północ od centrum Obłoku: NGC 346 w 15-centymetrowym teleskopie jawi się jak skupiona grupa drobnych gwiazd w wianku mgławicowości; ma jasność podobną do gwiazdy 10. wielkości.
- Inna podobna, ale ciemniejsza gromada kulista to NGC 362 także znajdująca się w pobliżu Małego Obłoku Magellana[1]. Została odkryta przez Jamesa Dunlopa w 1826 i znajduje się w odległości 27,7 tysięcy lat świetlnych.
- Być może najbardziej interesującą ze wszystkich gwiazd konstelacji jest gwiazd czwartej wielkości, znana jako Sir John Flamsteed. Naprawdę nie jest to gwiazda, a wspaniała, widoczna gołym okiem gromada kulista – 47 Tukana (NGC 104). Jest to druga pod względem jasności gromada kulista na całym niebie, jaśniejsza od niej jest tylko Omega Centauri. Zawiera około miliona gwiazd, a jej rozmiary to około 120 lat świetlnych. Została odkryta przez Nicolasa Louisa de Lacaille’a w 1751. Widoczna w przeciętnych warunkach nieuzbrojonym okiem. W 20-centymetrowym teleskopie ma niemal rozmiary Księżyca w pełni i rozdziela się na tysiące bladych gwiazd[1].